# Liste der denkmalgeschützten Objekte in St. Johann im Pongau
Die Liste der denkmalgeschützten Objekte in St. Johann im Pongau enthält die 15 denkmalgeschützten, unbeweglichen Objekte der Gemeinde St. Johann im Pongau.

## Denkmäler
| Foto |                 | Denkmal                                                                                      | Standort                                                        | Beschreibung | Metadaten |
| ---- | --------------- | -------------------------------------------------------------------------------------------- | --------------------------------------------------------------- | --- | --- |
| ja   | Datei hochladen | Arthurstollen mit prähistorischem Bergbau und Wasserschloss HERIS-ID: 28280 Objekt-ID: 24837 | Standort KG: Einöden                                            | Im 1907 angeschlagenen Arthurstollen wurden 3700 Jahre alte prähistorische Abbauspuren gefunden, die tiefsten weltweit aus dieser Zeit. Das ehemalige Wasserschloss (Lage) des auch als Zuleitung des Arthurwerks genutzten Stollens aus den 1920er Jahren dient als Informationsraum für Besucher.                                                                                        | BDA-Hist.: Q18616417 Status: Bescheid Stand der BDA-Liste: 2025-06-30 Name: Arthurstollen mit präh. Bergbau u. Wasserschloss GstNr.: 431/59, 192/1, 200/1, 200/2, 156, 163, 175/1, 429/1, 429/2, 431/58 Arthurstollen |
| ja   | Datei hochladen | Urzeitlicher Bergbau Burgschweiggang HERIS-ID: 206297seit 2021                               | Standort KG: Einöden                                            | Anmerkung: großflächiges Areal, das in die Nachbargemeinde Bischofshofen übergreift, Koordinaten an der Gemeindegrenze | BDA-Hist.: Q107637120 Status: Bescheid Stand der BDA-Liste: 2025-06-30 Name: Urzeitlicher Bergbau Burgschweiggang GstNr.: 570/2, 882                                                                                  |
| ja   | Datei hochladen | Marienkapelle HERIS-ID: 28184 Objekt-ID: 24738                                               | bei Liechtensteinklammstraße 128 Standort KG: Plankenau         | Gemauerte Kapelle. Innen: drei rundbogige Bilder, Geburt Christi (18. Jahrhundert), Verkündigung des Herrn und Anbetung der Könige (19. Jahrhundert). | BDA-Hist.: Q37918626 Status: § 2a Stand der BDA-Liste: 2025-06-30 Name: Marienkapelle GstNr.: 843/1 |
| ja   | Datei hochladen | Burgstall Plankenau HERIS-ID: 28218 Objekt-ID: 24774seit 2013                                | Liechtensteinklammstraße 144, südlich Standort KG: Plankenau    | → Hauptartikel : Burg Plankenau f1 | BDA-Hist.: Q15790357 Status: Bescheid Stand der BDA-Liste: 2025-06-30 Name: Burgstall Plankenau GstNr.: 55, 56, 57, 58 Burgstall Plankenau                                                                            |
| ja   | Datei hochladen | Aufnahmsgebäude St. Johann im Pongau HERIS-ID: 28149 Objekt-ID: 24703                        | Bahnhofstraße 11 Standort KG: Reinbach                          | → Hauptartikel : Bahnhof St. Johann im Pongau f1 | BDA-Hist.: Q37918335 Status: Bescheid Stand der BDA-Liste: 2025-06-30 Name: Aufnahmsgebäude St. Johann im Pongau GstNr.: .67 Bahnhof St. Johann im Pongau                                                             |
| ja   | Datei hochladen | Fußgängerbrücke Vormarktbrücke HERIS-ID: 62419 Objekt-ID: 74962                              | Reinbachstraße 12, bei Standort KG: Reinbach                    | Die Vormarktbrücke wurde 1914–1915 erbaut. Anmerkung: Die Brücke verbindet die Katastralgemeinden Reinbach und St. Johann im Pongau über die Salzach. | BDA-Hist.: Q38099660 Status: Bescheid Stand der BDA-Liste: 2025-06-30 Name: Fußgängerbrücke Vormarktbrücke GstNr.: 684/1, 723/2 Vormarktbrücke, St. Johann im Pongau                                                  |
| ja   | Datei hochladen | Inschrifttafel HERIS-ID: 28117 Objekt-ID: 24668                                              | Ing.-Ludwig-Pech-Straße 10 Standort KG: St. Johann im Pongau    | → Hauptartikel : Pfleggericht St. Johann im Pongau f1 | BDA-Hist.: Q18629840 Status: § 2a Stand der BDA-Liste: 2025-06-30 Name: Inschrifttafel GstNr.: 33 Former courthouse St. Johann im Pongau                                                                              |
| ja   | Datei hochladen | Wohnhaus der Gemeinde HERIS-ID: 28150 Objekt-ID: 24704                                       | Pöllnstraße 1 Standort KG: St. Johann im Pongau                 | Das dreigeschoßige Wohnhaus wurde 1927 errichtet. | BDA-Hist.: Q37918352 Status: § 2a Stand der BDA-Liste: 2025-06-30 Name: Wohnhaus der Gemeinde GstNr.: .252 Residential building Pöllnstraße 1, St. Johann im Pongau                                                   |
| ja   | Datei hochladen | Sebastianskapelle HERIS-ID: 28162 Objekt-ID: 24716                                           | Standort KG: St. Johann im Pongau                               | Die Kapelle stammt aus dem 18./19. Jahrhundert. Innen mit flachbogigem Tonnengewölbe, Ölbild auf Leinwand mit dem Martyrium des hl. Sebastian, Rocaillerahmen; weitere Bilder Peregrin, hl. Rochus, Johann von Nepomuk, Johann und Paulus; Gitter mit Spiralen und Lindenblättern. | BDA-Hist.: Q37918473 Status: § 2a Stand der BDA-Liste: 2025-06-30 Name: Sebastianskapelle GstNr.: .473 |
| ja   | Datei hochladen | Flur-/Wegkapelle HERIS-ID: 28168 Objekt-ID: 24722                                            | Standort KG: St. Johann im Pongau                               | Gemauerte Kapelle mit Pyramidenschindeldach. Rotmarmorne Mensa, Ölbild auf Holz Kreuzigung Christi mit den Schächern, Maria mit den Frauen und würfelnde Soldaten. Oft übermaltes Bild aus dem 16. Jahrhundert. Eisengitter mit Spiralen und Lindenblättern aus dem 17. Jahrhundert. Außen Ölbild auf Holz Geburt Christi.                                                                 | BDA-Hist.: Q37918529 Status: § 2a Stand der BDA-Liste: 2025-06-30 Name: Flur-/Wegkapelle GstNr.: 598 Wayside chapel Wagrainer Straße, St. Johann im Pongau                                                            |
| ja   | Datei hochladen | Kath. Pfarrkirche hll. Johannes d. T. und Evangelist HERIS-ID: 28046 Objekt-ID: 24597        | Standort KG: St. Johann im Pongau                               | Neugotische Kirche, aufgrund ihrer Bauweise im Volksmund auch Pongauer Dom genannt. | BDA-Hist.: Q2083067 Status: § 2a Stand der BDA-Liste: 2025-06-30 Name: Kath. Pfarrkirche hll. Johannes d. T. und Evangelist GstNr.: .55 Pfarrkirche Hll. Johannes der Täufer und Johannes Evangelista (Pongauer Dom)  |
| ja   | Datei hochladen | Ev. Pfarrkirche, Karner, Annakapelle HERIS-ID: 28054 Objekt-ID: 24605                        | Standort KG: St. Johann im Pongau                               | Die Annakapelle wurde 1301 erbaut und nach einer Erneuerung 1520 von Bischof Berthold Pürstinger geweiht. Der frühere Altarstein soll die Jahreszahl 1301 getragen haben. Die Kapelle hat ein Netzrippengewölbe sowie spitzbogige Fenster. | BDA-Hist.: Q18616335 Status: § 2a Stand der BDA-Liste: 2025-06-30 Name: Ev. Pfarrkirche, Karner, Annakapelle GstNr.: .56 Annakapelle (Sankt Johann im Pongau)                                                         |
| ja   | Datei hochladen | Kriegerdenkmal HERIS-ID: 28116 Objekt-ID: 24667                                              | bei Ing.-Ludwig-Pech-Straße 1 Standort KG: St. Johann im Pongau | Gebirgsjäger aus dem Ersten Weltkrieg, 1925 von Georg Leisek geschaffen | BDA-Hist.: Q37917991 Status: § 2a Stand der BDA-Liste: 2025-06-30 Name: Kriegerdenkmal GstNr.: 605/1 |
| ja   | Datei hochladen | Fußgängerbrücke Vormarktbrücke HERIS-ID: 28155 Objekt-ID: 24709                              | Hauptstraße 105, bei Standort KG: St. Johann im Pongau          | Die Vormarktbrücke wurde 1914–1915 erbaut. Anmerkung: Die Brücke verbindet die Katastralgemeinden Reinbach und St. Johann im Pongau über die Salzach. | BDA-Hist.: Q37918420 Status: Bescheid Stand der BDA-Liste: 2025-06-30 Name: Fußgängerbrücke Vormarktbrücke GstNr.: 605/2, 623 Vormarktbrücke, St. Johann im Pongau                                                    |
| ja   | Datei hochladen | Römische Fundzone Urreiting HERIS-ID: 102358 Objekt-ID: 118754                               | Gschlößl Standort KG: Urreiting                                 | 1937 wurde auf einem Grundstück des Oberschwarzmayergutes ein römischer Schubschlüssel mit angegossenem Bronzegriff (in Form eines Löwenkopfes) gefunden. Bodenuntersuchungen erbrachten zwei voneinander getrennte Gebäude. Eines davon konnte freigelegt werden (Steinbau, Ausmaße 7,0 × 25,5 m). Die weiteren römischen Gebäude dürften unter den Häusern des Weilers Urreiting liegen. | BDA-Hist.: Q37790427 Status: Bescheid Stand der BDA-Liste: 2025-06-30 Name: Römische Fundzone Urreiting GstNr.: 181                                                                                                   |